# Lycoriella altaica
Lycoriella altaica är en tvåvingeart som beskrevs av Lyudmila Komarova 2009. Lycoriella altaica ingår i släktet Lycoriella och familjen sorgmyggor. Inga underarter finns listade i Catalogue of Life.